# Agonomalus proboscidalis
Agonomalus proboscidalis és una espècie de peix pertanyent a la família dels agònids.

## Descripció
- Fa 20 cm de llargària màxima.[3][4]

## Hàbitat
És un peix marí, demersal i de clima polar que viu entre 20 i 102 m de fondària.

## Distribució geogràfica
Es troba al Pacífic nord-occidental: des del nord del Japó fins al mar del Japó i el mar d'Okhotsk.

## Observacions
És inofensiu per als humans.